# Джиннетт (Пенсільванія)
Джиннетт (англ. Jeannette) — місто (англ. city) в США, в окрузі Вестморленд штату Пенсільванія. Населення — 8780 осіб (2020).

## Географія
Джиннетт розташований за координатами 40°19′40″ пн. ш. 79°36′50″ зх. д. / 40.32778° пн. ш. 79.61389° зх. д. (40.327752, -79.613904).  За даними Бюро перепису населення США в 2010 році місто мало площу 6,19 км², уся площа — суходіл.

## Демографія
Згідно з переписом 2010 року, у місті мешкали 9654 особи в 4347 домогосподарствах у складі 2578 родин. Густота населення становила 1561 особа/км².  Було 4937 помешкань (798/км²).
Расовий склад населення:
| - 88,5 % — білих - 6,9 % — чорних або афроамериканців - 0,2 % — корінних американців - 0,2 % — азіатів |

До двох чи більше рас належало 3,8 %. Частка іспаномовних становила 0,9 % від усіх жителів.
За віковим діапазоном населення розподілялося таким чином: 20,6 % — особи молодші 18 років, 62,6 % — особи у віці 18—64 років, 16,8 % — особи у віці 65 років та старші. Медіана віку мешканця становила 42,3 року. На 100 осіб жіночої статі у місті припадало 90,6 чоловіків;  на 100 жінок у віці від 18 років та старших — 87,5 чоловіків також старших 18 років.
Середній дохід на одне домашнє господарство  становив 50 674 долари США (медіана — 40 180), а середній дохід на одну сім'ю — 60 157 доларів (медіана — 48 383). Медіана доходів становила 42 086 доларів для чоловіків та 30 689 доларів для жінок. За межею бідності перебувало 15,0 % осіб, у тому числі 26,5 % дітей у віці до 18 років та 8,8 % осіб у віці 65 років та старших.
Цивільне працевлаштоване населення становило 4672 особи. Основні галузі зайнятості: освіта, охорона здоров'я та соціальна допомога — 26,4 %, роздрібна торгівля — 15,0 %, мистецтво, розваги та відпочинок — 12,8 %.